# Сан Мартино Сопр'Арно (Арецо)
Сан Мартино Сопр'Арно је насеље у Италији у округу Арецо, региону Тоскана.
Према процени из 2011. у насељу је живело 173 становника. Насеље се налази на надморској висини од 285 м.